# Polifonija
Polifonija ili višeglasje je glazbena vještina kombiniranja neovisnih glasova koje povezuju zakoni harmonije. U širem smislu, to je i mogućnost sviranja više nota istovremeno na glazbenim instrumentima. Instrumenti koji dozvoljavaju ovu mogućnost zovu se polifonijski instrumenti. Polifonija se prvobitno razvila u višeglasnim skupinama kasnog srednjeg vijeka. Djela zasnovana na polifoniji su dominirala u glazbenoj kulturi Europe od 12. stoljeća do Renesanse, odnosno druge polovice 16. stoljeća.
Pojam suprotan polifoniji je monofonija, ili jednoglasje.